# José Antonio de Peralta y Rivera de las Roelas
José Antonio Eulalio de Peralta y Rivera de las Roelas (Arequipa, 9 de febrero de 1727 - † Cádiz, 24 de octubre de 1795) fue un noble criollo y marino de la Real Armada Española. VII marqués de Casares y virrey electo de Nueva Granada.

## Biografía
Sus padres fueron Pedro de Peralta y Tebes Manrique de Lara, y María Mayor de Rivera y Roelas Bustíos de Peralta. Con el propósito de seguir la carrera naval, viajó a la península en 1749, ingresando a la Academia de Guardiamarinas de Cádiz. Inició su carrera naval con el grado de alférez de fragata en 1754, a bordo del jabeque Garzota participó en la primera campaña de Argel, luchando contra la armada de Archimussa (1755), luego del cual fue ascendido a alférez de navío, y luego en la segunda donde asistió en el bombardeo de la fortaleza de Babansón y del puerto de Mala Mujer. Ascendido a teniente de fragata (1760), concurrió a las tres campañas del Canal de la Mancha, y como teniente de navío (1767) a la de Gibraltar. Viajó a América varias veces, estando en Veracruz, Puerto Rico y, ascendido a capitán de fragata (1776), se desempeñó en La Habana como comandante general de la plaza (1778). Luego de ser promovido a capitán de navío (1779), ejerció el comando de la fragata Santa María de la Cabeza con la cual cruzó el Estrecho de Magallanes (1787) y arribó al Callao para entregar pliegos confidenciales al virrey Teodoro de Croix (1788). Ascendido a brigadier (1789) y a cargo del navío San Antonio acudió al socorro de Orán (1790) y a la campaña contra el Sultán de Marruecos (1791). Debido a sus méritos, el Rey lo hizo gentilhombre de cámara con ejercicio y entrada. Promovido a jefe de escuadra (1794), fue nombrado virrey de Nueva Granada (1795), pero estando por embarcarse en el navío San Ramón, sufrió un ataque de apoplejía, muriendo en Cádiz y siendo sepultado en la iglesia del Convento de las Descalzas.

## Descendencia
Contrajo matrimonio con María Teresa de Astraudí Orosia y Villaplana, con la cual tuvo los siguientes hijos:
1. María Fernanda de Peralta y Astraudí, casada con Manuel Morales y Ugalde, con sucesión.
2. Manuel José de Peralta y Astraudí, casado con María Rosa Panizo y Remírez de Laredo, con sucesión.